# Laoting
Laoting (chinesisch 樂亭縣 / 乐亭县, Pinyin Làotíng Xiàn) ist ein Kreis der bezirksfreien Stadt Tangshan im Nordosten der nordchinesischen Provinz Hebei. Er hat eine Fläche von 1.311 km² und zählt 526.222 Einwohner (Stand: Zensus 2010). Sein Hauptort ist die Großgemeinde Laoting (chinesisch 樂亭鎮 / 乐亭镇, Pinyin Làotíng Zhèn). Bei diesem Ortsnamen wird das Schriftzeichen 乐 weder – wie sonst üblich – yuè oder lè sondern stattdessen lào gelesen.
Der ehemalige Wohnsitz von Li Dazhao (李大釗故居 / 李大钊故居,  Lǐ Dàzhāo Gùjū) steht seit 1988 auf der Liste der Denkmäler der Volksrepublik China (3-10).